# Amanda Jane Galloway
Amanda Jane Galloway (Lancashire, 31 januari 1982) is een van oorsprong Engelse kunstschaatsster.
Galloway werd geboren in Lancashire, Engeland en schaatst vanaf haar negende jaar. Ze volgde haar opleiding in Londen en werd meerdere malen jeugdkampioen kunstschaatsen. Op haar 22e werd zij professioneel ijsdansartiest en ging werken bij het ensemble van "Holiday on Ice" in zowel Engeland als Nederland.
In 2006 deed zij mee aan het televisieprogramma Sterren Dansen op het IJs waar zij de partner was van Mari van de Ven.